# Гарнизонно гробище в Брест
Гарнизонното гробище е мемориално гробище в Брест (Република Беларус). Некрополът е историческа и културна ценност с регионално значение за Брестка област.

## История
Първите погребения на войници и офицери от царската армия са извършени след откриването на Брест-Литовската крепост през 1842 г. След сключването на Рижския мирен договор през 1921 г. територията на Западна Беларус е отстъпена на Полша и от 1921 до 1939 г. в гробището са погребвани цивилни и полски войници. След Пакта „Рибентроп – Молотов“ от 1939 г. Брест е окупиран от Съветския съюз.
По време на германската окупация през 1942 г. гробището е използвано за препогребване на тленните останки, открити при ликвидацията на католическото гробище, което е разрушено при изграждането на път. В края на 1943 г. площта на гробището е 1 хектар.
След повторното завземане на на Брест от съветските войски на 28 юли 1944 г. е взето решение за увековечаване на паметта на загиналите войници от Червената армия. На заседание на Общинския изпълнителен комитет на Брест на 16 август 1944 г. гарнизонното гробище е одобрено за погребално място на войници от Червената армия, загинали в Брестска област и в Полша. Гробището съдържа 496 военни гроба, 67 от които са масови гробове, в които почиват 912 съветски войници, загинали в битките на Великата отечествена война. В масови гробове на гробището са препогребани над 2000 цивилни, загинали по време на германската окупация от 1941 до 1944 г., и 51 неизвестни съветски войници, загинали в германския транзитен лагер за военнопленници „Червени казарми“ край село Речица през юли-декември 1942 г.
Съвременното оформление на гробището е базирано на принципа на осовата симетрия. На Централната алея има скулптурен паметник на Воина от скулптора Лев Кербел. Височината на паметника е 9 метра. От двете страни има паметни плочи с имената на 148 съветски войници, погребани в масов гроб близо до паметника. Статуята на Граничния страж затваря Централната алея.
В следвоенния период тук са погребвани военни ръководители от висшия команден състав, партийни и съветски дейци. В гробището са погребани Герои на Съветския съюз, ръководители на нелегалната съпротива и партизанското движение от Великата отечествена война.
През 1984 – 1985 г. гробището е реконструирано и затворено за нови погребения.
На 11 май 2016 г. в Гарнизонното гробище се провежда церемония по погребване на тленните останки на 7 съветски пилоти, загинали на 16 юли 1944 г. край село Непли при изпълнение на бойна мисия със самолет B-25 Mitchell.
Площта на некропола е 4,1 хектара. Той е историческа и културна ценност с регионално значение за Брестка област.
Адрес: Република Беларус, Брестска област, град Брест, улица „Героите от отбраната на Брестската крепост“ 82.
Гробището е затворено за масови погребения. Извършват се семейни погребения и погребения на лица с особени заслуги: Герои на Република Беларус, Герои на Съветския съюз, Герои на социалистическия труд, лица, наградени с Орден „Слава“ три степени, Трудова слава три степени, ордени за служба на Родината във Въоръжените сили на СССР три степени, защитници на Брестската крепост, почетни граждани на град Брест.
Загиналите в Брестката крепост са погребвани на нейната територия. По тази причина Пьотър Гаврилов е положен в Гарнизонното гробище, а не както е в завещанието му да се погребе в крепостта.